# NGC 101
NGC 101は、ちょうこくしつ座の方角、地球から推定約1.5億光年離れた位置にある渦巻銀河である。1834年にジョン・ハーシェルが発見し、視等級は12.8である。おとめ座超銀河団に最も近い超銀河団であるラニアケア超銀河団を構成する銀河の1つである。

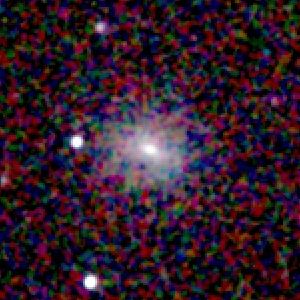
2MASSによる画像